# Гелмеджоая
Гелмеджоая (рум. Ghelmegioaia) — село у повіті Мехедінць в Румунії. Входить до складу комуни Прунішор.
Село розташоване на відстані 259 км на захід від Бухареста, 14 км на схід від Дробета-Турну-Северина, 84 км на північний захід від Крайови.

## Населення
За даними перепису населення 2002 року у селі проживали 112 осіб, усі — румуни. Усі жителі села рідною мовою назвали румунську.